# Circuito de Seven a Side Arusa 2013
El Circuito de Seven a Side Arusa 2013 fue una serie de cinco torneos oficiales de Rugby 7 o Seven a Side correspondientes a la Asociación de Rugby Santiago.  

## Primera fecha
La primera fecha fue el Seven Old Georgians y tuvo los siguientes resultados:
Copa de Oro: Universidad Católica 20-17 Old Reds
Copa de Plata: Country Club 29-0 Old John's
Copa de Bronce: Alumni 24-7 UST
| Copa | Campeones            |
| ---- | -------------------- |
|      | Universidad Católica |
|      | Country Club         |
|      | Alumni               |

## Segunda fecha
La segunda fecha fue el Seven PWCC y tuvo los siguientes resultados:
Copa de Oro: Universidad Católica 40-17 Old Boys
Copa de Plata: Old John's 21-14 a Alumni
Copa de Bronce: UST 26-19 Stade Francais
| Copa | Campeones            |
| ---- | -------------------- |
|      | Universidad Católica |
|      | Old John's           |
|      | UST                  |

## Tercera fecha
La tercera fecha fue el Seven Old Boys y tuvo los siguientes resultados:
Copa de Oro: PWCC 28-0 Old Reds
Copa de Plata:
Copa de Bronce:
| Copa | Campeones |
| ---- | --------- |
|      | PWCC      |
|      |           |
|      |           |

## Cuarta fecha
La cuarta fecha fue el Seven Luis Casali Casanave y tuvo los siguientes resultados:
Copa de Oro: Old Reds 31-14 Universidad Católica
Copa de Plata:
Copa de Bronce:
| Copa | Campeones |
| ---- | --------- |
|      | Old Reds  |
|      |           |
|      |           |

## Quinta fecha Seven Los Andes - CDUC
La quinta fecha fue el Seven de Los Andes y tuvo los siguientes resultados:
Copa de Oro: Universidad Católica 19-14 Old Boys
Copa de Plata:  Stade Francais 24-14  COBS
Copa de Bronce: UST 29-21  Troncos
Copa Estímulo:  Alumni 24-5 Old Navy
| Copa     | Campeones            |
| -------- | -------------------- |
|          | Universidad Católica |
|          | Stade Francais       |
|          | UST                  |
| Estímulo | Alumni               |

Campeón del Circuito: Universidad Católica
Vicecampeón Circuito: Old Reds